# Safia bidens
Safia bidens är en fjärilsart som beskrevs av William James Kaye 1901. Safia bidens ingår i släktet Safia och familjen nattflyn. Inga underarter finns listade.